# Erika Cremer
Erika Cremer, née le 20 mai 1900 à Munich et morte le 21 septembre 1996 à Innsbruck, est une chimiste allemande et professeur émérite à l'université d'Innsbruck. 
Elle est considérée comme l'une des pionnières de la chromatographie en phase gazeuse dont elle a conçu la technique en 1944 et établi les bases théoriques.

## Biographie

### Famille
Erika Cremer naît le 20 mai 1900 à Munich en Allemagne dans une famille de scientifiques et professeurs d'université,. Elle est l'unique fille et l'enfant du milieu de Max Cremer et Elsbeth Rosmund. Son père, Max Cremer, est professeur de physiologie et l'inventeur de l'électrode en verre. Elle a deux frères, Hubert Cremer, un mathématicien, et Lothar Cremer, un acousticien. 

### Éducation et débuts professionnels
Quand le père d'Erika Cremer est muté à Berlin, elle a du mal à s’adapter au nouveau système scolaire prussien. Elle obtient son diplôme d'études secondaires à Berlin en 1921 et s'inscrit à l'Université de Berlin pour étudier la chimie. Là, elle assiste à des conférences de Fritz Haber, Walther Nernst, Max Planck, Max von Laue et Albert Einstein. 
Erika Cremer reçoit son doctorat magna cum laude six ans plus tard, en 1927, sous la direction de Max Bodenstein. Sa thèse porte sur la cinétique de la réaction hydrogène-chlore. Le mémoire de thèse est publié sous son seul nom, parce qu'il conclut que la réaction hydrogène-chlore est une réaction en chaîne, ce qui est encore considéré comme un concept extrêmement original à cette époque. Cette thèse et ses travaux sur la cinétique, lui valent d'être invitée à aller travailler à Léningrad par Nikolay Semyonov. Elle refuse et préfère rester en Allemagne pour travailler avec Karl Friedrich Bonhoeffer à l'Institut de chimie physique et d'électrochimie Kaiser Wilhelm sur les problèmes de théorie quantique de la photochimie, . 
Lorsque Nikolay Semyonov et Cyril Norman Hinshelwood reçoivent le prix Nobel de Chimie en 1965, Erika Cremer  pense que son directeur de thèse Max Bodenstein n'a pas apporté suffisamment d'attention à ses propres travaux et qu'elle aurait dû recevoir le prix Nobel[réf. à confirmer]. 
Erika Cremer étudie brièvement la ventilation d'alcools à l'aide de catalyseurs à base d'oxydes à l'université de Fribourg avec George de Hevesy,. Elle retourne ensuite à Berlin pour travailler avec Michael Polanyi à l'Institut Haber, où ils étudient la conversion orthohydrogène/parahydrogène. Elle y reste jusqu'en 1933, date à laquelle le parti nazi prend le pouvoir en Allemagne et l'institut est dissous pour sa réputation d'opposition au nazisme,. Pendant quatre ans, il est impossible à Erika Cremer de trouver du travail ou de poursuivre la recherche .

### Carrière scientifique avant et pendant la Seconde Guerre mondiale
En 1937, Erika Cremer rejoint Otto Hahn à l'Institut de chimie Kaiser Wilhelm pour étudier les composés-traces radioactifs. Elle change de laboratoire peu de temps après pour se concentrer sur la séparation des isotopes. En 1938, elle reçoit son habilitation de l'Université de Berlin. En temps normal, cette qualification lui aurait ouvert l'accès à un poste de professeur. Cependant, le gouvernement nazi de l'époque avait promulgué une loi sur la situation juridique des femmes fonctionnaires, qui interdisait aux femmes d'occuper des postes de responsabilité (par exemple, professeur) et exigeait qu'elles démissionnent une fois mariées. De nombreuses femmes scientifiques et universitaires ont été ainsi exclues du marché du travail, laissées au chômage ou sous-employées. 
Avec le début de la Seconde Guerre mondiale, les scientifiques et professeurs masculins sont mobilisés. Erika Cremer réussit à obtenir un poste de docent en 1940 à l'Université d'Innsbruck en Autriche. Elle est toutefois prévenue qu'elle devra quitter son emploi une fois la guerre terminée et les hommes rentrés du front. Erika Cremer est satisfaite de son nouveau poste et de sa localisation en zone montagneuse, qui lui permet de se livrer à l'un de ses passe-temps, l'escalade.

### Découverte et développement de la séparation des gaz
À Innsbruck, Erika Cremer étudie l'hydrogénation de l'acétylène. Elle trouve insuffisante la méthode courante de l'époque pour séparer deux gaz à même chaleur d'adsorption. Elle est au courant des recherches en cours à Innsbruck sur la chromatographie en phase liquide. Elle imagine donc une méthode parallèle pour séparer les gaz, en utilisant un gaz porteur inerte comme phase mobile. Elle met au point le modèle théorique et les instruments pour bâtir le premier chromatographe en phase gazeuse, en établissant et quantifiant la relation entre l'énergie d'adsorption et le temps de rétention. Les composants séparés sont détectés par un détecteur de conductivité thermique. En 1944, elle soumet initialement un court article académique à la revue Naturwissenschaften qui est accepté et elle les informe que des travaux expérimentaux vont suivre,. Le papier n'est toutefois pas publié à l'époque, car la presse à imprimer du journal a été détruite lors d'un bombardement aérien. Il est finalement publié trente ans plus tard, en 1976, date à laquelle il est considéré comme un document historique,. 
En décembre 1944, les installations de l'université sont gravement endommagées lors d'un bombardement aérien et, après la guerre, Erika Cremer, citoyenne allemande, n'est pas autorisée à utiliser les installations,. Fritz Prior, qui était l'un de ses étudiants après-guerre et enseignait la chimie au lycée, choisit son idée du chromatographe en phase gazeuse pour sa thèse. En attendant que les installations de l'Université d'Innsbruck soient à nouveau disponibles, il utilise le laboratoire de son lycée pour poursuivre les recherches de Cremer avec elle,. À la réouverture partielle de l'université, Erika Cremer est toujours temporairement interdite de travail en raison de sa nationalité allemande et se rend en secret à l'université dans un camion de livraison pour poursuivre ses recherches. 
Elle est autorisée à reprendre son travail à la fin de 1945. Tout d'abord, elle achève ses recherches sur une nouvelle méthode de mesure et d’analyse qualitative et quantitative en 1947. Roland Müller, un autre élève d'Erika Cremer, rédige sa thèse sur les possibilités analytiques du chromatographe en phase gazeuse. Erika Cremer est nommée professeure et directrice de l'Institut de chimie physique à Innsbruck en 1951. Elle commence à présenter les travaux de Prior et Müller à partir de 1947 lors de diverses réunions scientifiques. En janvier 1951, trois articles sur les travaux d'Erika Cremer sont publiés dans Zeitschrift für Elektrochemie, une revue scientifique allemande peu notoire. La communauté scientifique réagit négativement ou reste indifférente aux exposés et aux communications. Beaucoup pensent que les anciennes méthodes sont suffisantes. En 1952, Archer Porter Martin et son partenaire Richard Laurence Millington Synget remportent en 1952 le prix Nobel pour la chromatographie de partage, souvent attribuée à l'introduction de l'utilisation du gaz en phase mobile ; lors de son discours de réception Martin suggère qu'il pourrait être possible d'utiliser de la vapeur comme phase mobile. La même année, Anthony Trafford James et Archer Porter Martin puis en 1953, le Tchèque J. Janak publient des rapports revendiquant l’invention de la chromatographie en phase gazeuse. Tous ignorent dans leurs publications les travaux antérieurs d'Erika Cremer. Cela a été attribué au fait qu'elle aurait parlé « aux mauvaises personnes, au mauvais endroits, et sur le mauvais sujet », les spécialistes de la micro-chimie et de la chimie analytique en Autriche n'étant tout simplement pas intéressés par la séparation des gaz,. De plus, dans les années d'après-guerre, la communication entre scientifiques anglais et allemands était médiocre. À la suite des nouveaux rapports, la méthode de la chromatographie en phase gazeuse s'est largement répandue et le travail d'Erika Cremer a progressivement gagné en reconnaissance. Toutefois, même au XXIe siècle, il est fréquent que l'invention de la chromatographie en phase gazeuse soit encore attribuée à Archer Porter Martin.
Erika Cremer et ses étudiants ont poursuivi leurs travaux sur le développement des méthodes et des théories à la base de la chromatographie en phase gazeuse au cours des deux décennies suivantes, ce qui a débouché sur de nombreuses idées contemporaines utilisées en chromatographie en phase gazeuse. Erika Cremer et son groupe ont introduit la notion de « temps de rétention relatif » et expliqué comment calculer la surface du pic en multipliant la hauteur du pic par la largeur du pic à mi-hauteur. En outre, ils ont démontré les relations entre la mesure et la température de la colonne et ont également inventé l’analyse d’espace de tête.
Que ce soit dans ce domaine, dans celui des réactions chimiques en chaîne, ou encore sur l'isomérie de spin du dihydrogène, les contributions d'Erika Cremer lui ont valu moins de reconnaissance qu'elles n'en ont valu aux différents scientifiques qui ont repris ses travaux.

### Dernières années
Erika Cremer poursuit ses recherches à l'Université d'Innsbruck et prend sa retraite en 1971. Elle est restée active en chromatographie en phase gazeuse jusqu'à la fin de sa vie. En 1990, un colloque international célébrant son travail et son quatre-vingt-dixième anniversaire s'est tenu à Innsbruck. Elle est morte en 1996.  
En 2009, l'Université d'Innsbruck a créé un programme en son nom qui récompense des femmes scientifiques hautement qualifiées en quête d'un diplôme en habilitation. 

## Récompenses et honneurs
- Médaille Wilhelm Exner, 1958
- Médaille Johann Josef Ritter von Precht de l'Université technique de Vienne, 1965
- Prix Erwin Schrödinger de l'Académie autrichienne des sciences, 1970
- Prix de chromatographie MS Tswett, 1974 (première année d'attribution)
- Médaille commémorative MS Tswett de l'Académie des sciences d'URSS, 1978
- Diplôme honorifique de l'université technique de Berlin
- Croix de première classe de l'ordre autrichien pour la science et l'art, 1978[13].

## Exposition dans des musées
Le 3 novembre 1995, le Deutsches Museum a inauguré une exposition présentant les travaux d'Erika Cremer dans son établissement de Bonn, expliquant au public comment elle avait construit le premier chromatographe en phase gazeuse avec Fritz Prior dans les années 1940.